# Trichopoda nigripes
Trichopoda nigripes är en tvåvingeart som beskrevs av Wulp 1892. Trichopoda nigripes ingår i släktet Trichopoda och familjen parasitflugor. Inga underarter finns listade i Catalogue of Life.